# Liste des cours d'eau de Guinée
Ceci est une liste de rivières en république de Guinée. Cette liste est organisée par bassin versant, avec les affluents respectifs en retrait sous le nom de chaque grand cours d'eau.

## océan Atlantique
- Fleuve Sénégal (Sénégal)
  - Rivière Falémé
  - Rivière Bafing
  - Rivière Bakoy
    - Rivière Kokoro
- Fleuve Gambie
  - Rivière Koulountou
- Rivière Geba

La Guinée est à l'origine du fleuve Niger, l'un des systèmes fluviaux les plus importants d'Afrique de l'Ouest.

  - Rivière Corubal (Rivière Koliba) (Rivière Tominé)
- Rivière Kogon (rivière Compony)
- Rivière Nuñez
- Rivière Kitali (rivière Kapatchez) (rivière Katako)
- Rivière Pongo
  - Rivière Fatala
- Fleuve Konkouré
  - Rivière Kakrima
  - Rivière Badi
- Fleuve Soumba (anciennement fleuve Dubréka)
- Fleuve Soumbouya
- Fleuve Morébaya
- Rivière Forécariah
- Fleuve Mellacorée
- Rivière Kolenté (rivière Great Scarcies)
- Rivière Little Scarcies
  - Rivière Mongo
- Rivière Moa
  - Rivière Méli
- Rivière Mano
- Rivière Lofa
  - Rivière Lawa (Afrique)
- Rivière Saint-Paul
  - Rivière Nianda
- Fleuve Saint-Jean
- Rivière Cestos
- Rivière Cavalla (rivière Cavally)
- Fleuve Sassandra (Côte d'Ivoire)
  - Rivière Gouan (rivière Bafing)
  - Rivière Férédougouba (Rivière Bagbé)
- Fleuve Niger
  - Fleuve Sankarani
    - Rivière Ouassoulou (Rivière Bale)
    - Rivière Dion
    - Rivière Gbanhala

  - Rivière Fié
  - Rivière Tinkisso
    - Rivière Bouka

  - Rivière Milo
    - Fleuve Baoulé

  - Rivière Niandan
    - Rivière Kouya

  - Rivière Mafou